# Bryum nigrescens
Bryum nigrescens là một loài rêu trong họ Bryaceae. Loài này được Besch. Müll. Hal. mô tả khoa học đầu tiên năm 1900.